# جورج جبور
جورج جبور (ولد عام 1938 م) هو باحث سياسي ودبلوماسي سوري، وأستاذ جامعي، درَّس وحاضر في جامعتي أكسفورد وجامعة كامبريدج في المملكة المتحدة منذ عام 1964، وأصبح أستاذًا ورئيس قسم السياسة في معهد البحوث والدراسات العربية بين عامي 1977 و 1979. وهو أستاذ محاضر في الدراسات العليا، كلية الحقوق بجامعة حلب، عضو مجلس الشعب، ورئيس الرابطة السورية للأمم المتحدة "نساء سورية".

## سيرته
ولد جبور في مدينة صافيتا السورية في 28 كانون الأول 1938، وأتمَّ فيها الدراسة الابتدائية والثانوية، وحصل على المرتبة الأولى في فرع الاجتماعيات في الثانوية العامّة السورية، وانتقل منها إلى جامعة دمشق لإتمام المرحلة الجامعية الأولى في كليتي الحقوق والآداب، وحصل على شهادتين في الحقوق وفرع الفلسفة (بالمرتبة الأولى) في كلية الآداب عام 1960.

## مؤلفاته
1. الطبيعة العنصرية للاستعمار الاستيطاني والمسائل القانونية الناجمة عنها.
2. الاستعمار الصهيوني في فلسطين في إطار نماذج الاستعمار الاستيطاني.
3. بحث بعنوان: المشاركة السياسية للمرأة من خلال المواثيق العربية والإسلامية.

## تكريمه
- كرَّمته جامعة حلب بالاشتراك مع اتحاد الكتَّاب العرب، في اليوم العالمي للغة العربية، وأقيم الحفل في مدرَّج كلية الطب الكبير بالجامعة، عام 2022، وممَّن كُرِّم معه كلٌّ من: صلاح كزَّارة، وعيسى العاكوب، وأحمد محمد قدوُّر، وفايز الداية، وحسين جمعة.[4]

## وصلات خارجية
- الحلقة الثانية عشر: اليوم العالمي للغة العربية (الدكتور جورج جبور)، قناة رحى للمدن القديمة.